# Židovský hřbitov ve Zlíně
Židovský hřbitov ve Zlíně je součástí místního Lesního hřbitova, který se nachází mezi místními částmi Kudlov a U Majáku. Židovská část se nachází v sektoru XVII v severozápadní části areálu, má rozlohu asi 1 hektar. Byla založena v roce 1935.
Zlínský židovský hřbitov je druhý nejmladší židovský hřbitov na Moravě. Nachází se zde pouze deset jednoduchých náhrobků z pískovce a černé leštěné žuly z let 1936 až 1937. Proběhlo zde celkem 26 židovských pohřbů do 17 hrobových míst.
Jeden z náhrobků z černé leštěné žuly nese obraz kříže. Také podobu dalších hrobů ovlivnilo křesťanství, jsou na nich vázy s květinami a skříňky na svíčky.

## Příběh MUDr. Desidera Ornsteina
Jeden z hrobů připomíná rodinu místního zubaře MUDr. Desidera Ornsteina, který pracoval v Sociálním ústavu firmy Baťa. K místu mu pomohl ředitel Baťovy nemocnice MUDr. Bohuslav Albert, který se s ním znal z doby svého působení v nemocnici v Mukačevu na Podkarpatské Rusi.
Hrůza z německé okupace Čech a Moravy, k níž došlo 15. března 1939, dohnala Dr. Ornsteina k vyvraždění jeho rodiny. O týden později ve svém domku v Lipové ulici nejdříve břitvou podřezal své děti – dvanáctiletou Evu a pětiletého Petra. Chtěl zabít i manželku, která se ale ubránila. Desider Ornstein utekl do hotelu Společenský dům a skokem z okna v 10. patře spáchal sebevraždu. 
Vdova se pak odstěhovala ke svému bratrovi Otto Ledererovi do Prahy. Ani ona však válku nepřežila. V červnu 1942 byla zařazena do transportu, který směřoval z Prahy do vyhlazovacích táborů v Polsku – Majdanku a Sobiboru.